# Адела Фландрская
Адела Фландрская (около 1064—1115) — в первом браке жена датского короля Кнута IV Святого, во втором — апулийского герцога Рожера I Борсы.

## Биография
Адела была дочерью графа Фландрии Роберта I и Гертруды Саксонской. В 1080 году вышла замуж за короля Дании Кнута IV Святого, которому родила сына Карла, впоследствии беатифицированного Католической церковью. После убийства Кнута Адела бежала с сыном к отцу во Фландрию. В 1092 году вступила во второй брак с герцогом Апулии и Калабрии Рожером I Борсой, от которого родила трёх сыновей, из которых выжил только младший — Вильгельм II. После смерти Рожера Борсы в 1111 году была регентшей до совершеннолетия Вильгельма II.